# Vaccinium adenotrichum
Vaccinium adenotrichum är en ljungväxtart som beskrevs av Herman Otto Sleumer. Vaccinium adenotrichum ingår i Blåbärssläktet, och familjen ljungväxter. Inga underarter finns listade i Catalogue of Life.